# Segmon
Segmon est une localité de Suède faisant partie de la commune de Grums, dans le comté de Värmland.
Sa population était de 437 habitants en 2010.